# FC Vizela
Futebol Clube de Vizela är en portugisisk fotbollsklubb från staden Vizela. Klubben grundades 1939 och spelar sina hemmamatcher på Estádio do Futebol Clube de Vizela.

## Placering tidigare säsonger
| Säsong    | Nivå | Liga            | Placering | Referens | Notering |
| --------- | ---- | --------------- | --------- | -------- | -------- |
| 1984/1985 | 1    | Primeira Liga   | 16        | [ 1 ]    |          |
|           |      |                 |           |          |          |
| 2020/2021 | 2    | Liga Portugal 2 | 2         | [ 2 ]    |          |
| 2021/2022 | 1    | Primeira Liga   | 14        | [ 3 ]    |          |
| 2022/2023 | 1    | Primeira Liga   | 11        | [ 4 ]    |          |

## Färger
FC Vizela spelar i vit og blå trikåer, bortastället är (?).

### Trikåer
| FC VIZELA | FC VIZELA  |
| Trikåer   | Trikåer    |
| --------- | ---------- |
| Hemmakit  | Bortaställ |
| Hemmakit  | Bortaställ |

## Trupp
Uppdaterad: 23 juli 2022
| Nr | Land      | Pos | Namn                              |
| -- | --------- | --- | --------------------------------- |
| 1  | Portugal  | MV  | Pedro Silva                       |
| 3  | Portugal  | F   | Bruno Wilson                      |
| 4  | Portugal  | F   | Ivanildo Fernandes                |
| 5  | Brasilien | F   | Anderson                          |
| 6  | Brasilien | MF  | Claudemir                         |
| 8  | Portugal  | MF  | Raphael Guzzo                     |
| 9  | Brasilien | A   | Cassiano                          |
| 10 | Portugal  | A   | Kiko Bondoso                      |
| 14 | Brasilien | F   | Igor Julião                       |
| 17 | Brasilien | MF  | Diego Rosa (l.f. Manchester City) |
| 19 | USA       | MF  | Alex Mendez                       |
| 20 | Portugal  | MF  | Samu                              |
| 22 | Mali      | A   | Kévin Zohi                        |
| 23 | Irak      | MF  | Osama Rashid                      |

| Nr | Land            | Pos | Namn                              |
| -- | --------------- | --- | --------------------------------- |
| 24 | Portugal        | F   | Kiki                              |
| 25 | Elfenbenskusten | F   | Mohamed Aidara                    |
| 29 | Colombia        | MF  | Andrés Sarmiento                  |
| 31 | Guinea-Bissau   | MV  | Manuel Baldé                      |
| 37 | Ghana           | F   | Richard Ofori                     |
| 39 | Elfenbenskusten | F   | Koffi Kouao                       |
| 60 | Nigeria         | F   | Emmanuel Maviram                  |
| 70 | USA             | MF  | Alex Alvarado                     |
| 79 | Portugal        | A   | Nuno Moreira                      |
| 84 | Portugal        | MV  | Ivo Gonçalves                     |
| 95 | Brasilien       | A   | Guilherme Schettine (l. f. Braga) |
| 97 | Kroatien        | MV  | Fabijan Buntić                    |